# Primeiras Famílias do Rio de Janeiro (Séculos XVI e XVII)
Primeiras Famílias do Rio de Janeiro (Séculos XVI e XVII) é um trabalho de genealogia de autoria de Carlos Grandmasson Rheingantz, em 3 volumes. A obra trata das famílias do Rio de Janeiro colonial. Carlos G. Rheingantz coletou sistematicamente os registros paroquiais do Rio de Janeiro e compôs árvores genealógicas bastante ricas e complexas, iniciando nos primeiros colonos em terra carioca.
A Livraria Brasiliana Editora editou no Rio de Janeiro em 1965 e 1967 os volumes 1 e 2 de Primeiras Famílias do Rio de Janeiro (Séculos XVI e XVII), em 3 volumes. O volume 3 vem sendo editado em fascículos pelo Colégio Brasileiro de Genealogia.
Cf. Mauricio de Almeida Abreu, "Como muitos engenhos passaram de mão por herança, apoiamo-nos também (e muito!), para o preenchimento dos quadros, nas preciosas genealogias das famílias fluminenses dos séculos XVI e XVII, obra de inestimável valor que Carlos G. Rheingantz legou a todos aqueles que se interessam por esse passado distante".